# Francis Cheetham
Francis William Cheetham (5 febbraio 1928 – 8 novembre 2005) è stato uno scrittore britannico, ritenuto un'autorità nel campo degli studi sull'alabastro di Nottingham ed autore di svariati libri ed articoli sull'argomento .

## Biografia
Cheetham frequentò la  King Edward VII School  a Sheffield, prima di conseguire la laurea in lingua spagnola presso l'Università di Sheffield nel 1949. Dopo aver prestato opera nel National Service lavorò come insegnante a Sheffield e fece da volontario presso il locale museo.
Dopo aver lavorato per il Derby Museums Education Service si trasferì al Bolton Museum come assistente nel 1957. Nel 1960 passò al Nottingham Castle Museum come art director e vice curatore e nel 1963 divenne direttore dei Norwich Museums.
Il suo interesse personale era orientato agli alabastri medievale inglese, sulla base di suoi primi studi con la collezione del museo di Nottingham. Dopo il pensionamento ha pubblicato nel 2003 quello che oggi è il lavoro più importante sulla collezione di alabastri nel Victoria and Albert Museum.
Il suo lavoro sull'alabastro di Nottingham fu pubblicata nel 2005.

## Opere
- Medieval English Alabaster Carvings in the Castle Museum Nottingham, City of Nottingham art Galleries and Museums Committee, 1973
- English Mediaeval Alabasters: With a catalogue of the collection in the Victoria and Albert Museum, Phaidon Christie's, 1984, ISBN 0714880140 (978-0714880143)
- The Alabaster Men: Sacred Images From Medieval England, Daniel Katz Ltd 2001
- The Alabaster Images of Medieval England (Museum of London Medieval Finds 1150 - 1450),  The Boydell Press, 2003, ISBN 1843830280 (978-1843830283)
- English Medieval Alabasters: With a Catalogue of the Collection in the Victoria and Albert Museum, Second Edition, The Boydell Press 2005, ISBN 1843830094 (978-1843830092)